# دیوید مانگا
دیوید مانگا (انگلیسی: David Manga؛ زادهٔ ۳ فوریهٔ ۱۹۸۹) بازیکن فوتبال اهل فرانسه است.
از باشگاه‌هایی که در آن بازی کرده‌است می‌توان به باشگاه فوتبال مونیخ ۱۸۶۰، باشگاه فوتبال هاپوئل ایرونی کریات‌شمونا، آ.اس.آ ترگو مورش، و باشگاه فوتبال پارتیزان اشاره کرد.
وی همچنین در تیم ملی فوتبال جمهوری آفریقای مرکزی بازی کرده‌است.